# Toto IV
| Recensione | Giudizio |
| ---------- | -------- |
| AllMusic   | [ 12 ]   |

Toto IV è il quarto album in studio del gruppo musicale statunitense Toto, pubblicato l'8 aprile 1982 dalla Columbia Records.
L'album diventò uno dei più grandi successi degli anni ottanta con vendite che superarono i 5 milioni di copie vendute al mondo.

## Storia
Dopo il successo ottenuto con il loro eponimo album di debutto nel 1978, i Toto faticarono a ripetersi con i due lavori successivi, Hydra e Turn Back. La band era sotto forte pressione da parte della Columbia Records: il loro quarto album doveva essere quello del grande successo, pena il rischio di ritrovarsi senza più contratto.
I Toto decisero di tornare alla formula che aveva contribuito al successo del primo album, abbracciando molti generi musicali diversi tra loro. La band si affidò anche ad alcuni musicisti esterni per contribuire a rendere il suono più vario e raffinato possibile.
Gli archi della Martyn Ford Orchestra, diretti ed arrangiati da James Newton Howard, vennero registrati agli Abbey Road Studios di Londra.
Alla sua uscita, Toto IV rappresentò il lavoro di maggior successo del gruppo, anche grazie ai singoli estratti, cinque nel 1982 e due nel 1983, i più famosi sono: Rosanna, Africa e I Won't Hold You Back (ripresa nel 2001 da Roger Sanchez nel suo brano "Another Chance").
In Italia raggiunse la seconda posizione nella classifica delle vendite, risultando il 15º album più venduto durante il 1982.
Fu l'ultimo disco dei Toto con la formazione originale. Il bassista David Hungate, che si era trasferito a Nashville durante le registrazioni dell'album, lasciò la band poco dopo per passare più tempo con la propria famiglia, venendo sostituito da Mike Porcaro. Seguì il licenziamento di Bobby Kimball nel 1984, per via dei problemi di droga che stavano danneggiando la sua voce.
La band ritardò il tour di promozione all'album per aiutare Michael Jackson nella produzione di Thriller, l'album più venduto nella storia della musica.

## Riconoscimenti
Oltre un triplo disco di platino per le vendite negli Stati Uniti, nel 1983 il gruppo ricevette 6 Grammy Awards nelle categorie:
- "Producer of the Year" (produttore dell'anno): Toto
- "Album of the Year" (album dell'anno): Toto IV
- "Best Engineered Recording" (migliore tecnica di registrazione): Toto IV
- "Record of the Year" (registrazione dell'anno): Rosanna
- "Best Instrumental Arrangement Accompanying Vocals" (migliore arrangiamento strumentale d'accompagnamento): Rosanna
- "Best Vocal Arrangement" (miglior arrangiamento vocale): Rosanna

Nello stesso anno Steve Lukather vince un grammy nella sezione "Best Rhythm & Blues Song" per aver scritto (assieme a Jay Graydon e Bill Champlin) Turn Your Love Around di George Benson.

## Tracce
Gli autori del testo precedono i compositori della musica da cui sono separati con un trattino. Nessun trattino significa contemporaneamente autori e compositori.
Lato A
1. Rosanna – 5:32 (David Paich)
2. Make Believe – 3:47 (David Paich)
3. I Won't Hold You Back – 4:56 (Steve Lukather)
4. Good for You – 3:19 (testo: Bobby Kimball – musica: Steve Lukather)
5. It's a Feeling – 3:10 (Steve Porcaro)

Lato B
1. Afraid of Love – 3:51 (testo: David Paich, Steve Lukather, Jeff Porcaro – musica: David Paich, Steve Lukather)
2. Lovers in the Night – 4:26 (David Paich)
3. We Made It – 3:59 (testo: David Paich, Jeff Porcaro – musica: David Paich)
4. Waiting for Your Love – 4:14 (Bobby Kimball, David Paich)
5. Africa – 5:00 (testo: David Paich, Jeff Porcaro – musica: David Paich)

## Formazione
Gruppo
- Bobby Kimball - voce in A1, A2, A4, B3, B4, B5, cori (eccetto A5)
- Steve Lukather - voce in A1, A3 ,B1; chitarra elettrica, chitarra acustica
- David Hungate - basso
- Jeff Porcaro[14] - batteria, percussioni
- David Paich - voce in B2, B5, tastiere[17], cori (eccetto A3 e A4)
- Steve Porcaro[14] - voce in A5, tastiere[17]

Altri musicisti
- Lenny Castro - congas, percussioni in A1, A4, A5, B2, B5
- Mike Porcaro[18] - basso
- Tom Kelly - cori in A1, A2
- Timothy B. Schmit - cori in A3, A4, B5
- Joe Porcaro[14] - percussioni in A5 e B5, xilofono in B1, timpani in B2, marimba in B5
- Archi della Martyn Ford Orchestra, diretti da James Newton Howard e arrangiati dallo stesso con David Paich in A3,A5,B1,B2
- Marty Paich[19] - arrangiamento archi aggiuntivo in A3
- Sezione ottoni in A1:

Tom Scott - sax (anche in B2)
Jim Horn - sax (anche in B2)
Jerry Hey - arrangiamenti con David Paich, tromba
Gary Grant - tromba
James Pankow - trombone

## Classifiche

### Classifiche settimanali
| Classifica (1982/83) | Posizione massima |
| -------------------- | ----------------- |
| Australia            | 1                 |
| Canada               | 2                 |
| Finlandia            | 12                |
| Francia              | 16                |
| Germania             | 12                |
| Giappone             | 3                 |
| Italia               | 2                 |
| Norvegia             | 2                 |
| Nuova Zelanda        | 9                 |
| Paesi Bassi          | 1                 |
| Regno Unito          | 4                 |
| Stati Uniti          | 4                 |
| Svezia               | 17                |

### Classifiche di fine anno
| Classifica (1982) | Posizione |
| ----------------- | --------- |
| Canada            | 60        |
| Germania          | 16        |
| Giappone          | 32        |
| Italia            | 15        |
| Nuova Zelanda     | 36        |
| Paesi Bassi       | 10        |
| Stati Uniti       | 41        |
| Classifica (1983) | Posizione |
| Australia         | 21        |
| Canada            | 16        |
| Germania          | 46        |
| Regno Unito       | 39        |
| Stati Uniti       | 11        |